# Igreja Católica na Guiné
A Igreja Católica na Guiné é parte da Igreja Católica universal, em comunhão com a liderança espiritual do Papa, em Roma, e da Santa Sé. Os muçulmanos são a maioria em todas as regiões do país e as religiões tradicionais constituem o segundo maior grupo religioso. As comunidades cristãs encontram-se principalmente nas cidades maiores, e também no sul e no leste. Geralmente, as relações dos grupos religiosos são pacíficas. Há um conselho inter-religioso, que lida com as questões de assuntos religiosos e que tem estreita colaboração com o governo. Ainda assim, os guineenses vêm assistindo a um crescimento da opressão de grupos radicais islâmicos.

## História
Mercadores portugueses chegaram à área pela primeira vez em meados do século XV, e os missionários ocasionalmente visitavam a região costeira em seu rastro. A região tornou-se parte do Império do Mali nos anos 1500, enquanto que o Islã foi introduzido no século XVII. Os reais esforços para evangelizar o território guineense só se iniciaram em 1877, após a invasão da região pelos franceses. Quando a Guiné tornou-se um território da França e se juntou à África Ocidental Francesa, em 1895, ocorriam esforços para unir e islamizar a metade oriental da região pelo militante africano Samori Touré. Os missionários chegados em 1877 eram padres espiritanos, que estabeleceram uma missão em Boffa. Sua presença na Guiné foi a convite dos filhos do rei Katty, que frequentaram uma escola missionária no Senegal. Os Padres Brancos começaram a evangelizar a porção setentrional em 1896 e estabeleceram uma missão em Bouyé em 1897.
Transformada em território ultramarino da França após a Segunda Guerra Mundial, a Guiné finalmente alcançou a independência em 2 de outubro de 1958. As medidas socialistas, repressivas e de isolamento do presidente Ahmed Séku Touré levaram à nacionalização das escolas, à supressão das organizações de jovens católicos e à imposição de restrições às atividades missionárias. Quando o arcebispo Gérard de Milleville protestou, foi expulso do país e substituído por Raymond Tchidimbo, um africano, em 1961. Após seis anos, todos os missionários estrangeiros foram expulsos do país. Em 1971, Tchidimbo também havia causado problemas ao governo. Várias acusações foram feitas contra Portugal de tentar derrubar o governo, o arcebispo também foi acusado disso e preso até agosto de 1979.
Durante as últimas décadas do século XX, o governo militar começou a afrouxar, revogando suas restrições aos missionários e permitindo que o seminário menor em Quindia fosse reaberto. Mil prisioneiros políticos foram libertados, vários deles católicos. Os seminaristas maiores foram autorizados a frequentar o seminário regional em Sebikhotane, no Senegal. Depois de 1984, a Igreja foi novamente autorizada a operar escolas católicas no país. Em 2000, a Guiné tinha 51 paróquias, 63 sacerdotes diocesanos, 18 sacerdotes religiosos, 16 religiosos e 91 religiosas que trabalhavam em seu território, além de ajudar os refugiados que fugiam da violência que se espalhava pelas fronteiras de Serra Leoa e da Libéria. A constituição permitia a liberdade religiosa, e o governo estendeu os benefícios fiscais e outros subsídios à Igreja Católica, por ser membro da Associação de Igrejas e Missões. Embora o cristianismo tenha progredido nas cidades, ao longo da costa e na região das florestas, pouco progresso foi feito no restante do país. A Guiné segue sendo um país predominantemente muçulmano, particularmente a região central de Futa Jalom.

## Atualmente
A coexistência religiosa é tradicionalmente boa no país. O fundamentalismo islâmico tem tido pouco apoio na Guiné, já que os muçulmanos locais têm sido tradicionalmente moderados para com as outras religiões. O conselho inter-religioso trabalha com o governo sobre questões religiosas. Apesar disso, certas regiões do país têm apresentado sinais do crescimento do fundamentalismo islâmico, e em regiões com forte prevalência muçulmana ou animista a conversão ao cristianismo não é aceita pela família e pela comunidade; sendo assim, muitos convertidos têm que viver a fé cristã secretamente e não podem ser vistos portando nenhum tipo de material cristão consigo, ou ainda, não podem ser batizados. As discriminações incluem desde o assédio até ameaças de morte. Os cristão em geral são considerados estrangeiros pela comunidade.
As comunidades religiosas são obrigadas a registrar-se junto do Secretariado dos Assuntos Religiosos, e esses grupos devem apresentar um relatório semestral de suas atividades. Comunidades religiosas não podem ser possuir estações de rádio ou televisão, mas podem ter seus programas religiosos transmitidos nos canais de televisão públicos, incluindo serviços religiosos cristãos aos domingos. O Secretariado tem inspetores em todo o país que monitoram os templos religiosos, incluindo as homilias. Os assuntos dos sermões semanais são definidos e seu cumprimento é monitorado. O objetivo dessa exigência seria "harmonizar as visões religiosas a fim de evitar mensagens radicais e políticas nos sermões". A organização Portas Abertas considera que a Igreja Católica recebeu mais vantagens do governo do que as denominações protestantes.
A Guiné ainda está se recuperando da epidemia de ebola de 2014, e que paralisou o país. A epidemia causou grandes danos em algumas comunidades religiosas, onde houve famílias destruídas e aldeias destroçadas.

## Organização territorial
O catolicismo está presente no país com uma arquidiocese e quatro dioceses de rito romano. Todas estão listadas abaixo:
| Circunscrições eclesiásticas católicas da Guiné | Circunscrições eclesiásticas católicas da Guiné | Circunscrições eclesiásticas católicas da Guiné | Circunscrições eclesiásticas católicas da Guiné |
| Circunscrição                                   | Ano de ereção                                   | Catedral                                        | Ref.                                            |
| ----------------------------------------------- | ----------------------------------------------- | ----------------------------------------------- | ----------------------------------------------- |
| Arquidiocese de Conacri                         | 1897                                            | Catedral de Santa Maria                         | [ 10 ]                                          |
| Diocese de Boké                                 | 2024                                            | Catedral do Sagrado Coração                     | [ 11 ]                                          |
| Diocese de Guéckédou                            | 2023                                            | Catedral de Nossa Senhora do Rosário            | [ 12 ]                                          |
| Diocese de Kankan                               | 1949                                            | Catedral de Nossa Senhora da Vitória e da Paz   | [ 13 ]                                          |
| Diocese de N'Zérékoré                           | 1937                                            | Catedral do Imaculado Coração de Maria          | [ 14 ]                                          |

Há também a Eparquia da Anunciação de Ibadan, sediada na Nigéria e presente em diversos países africanos, incluindo a Guiné, e é voltada para os fiéis católicos do rito maronita.

## Conferência Episcopal
A Conferência Episcopal da Guiné é a reunião dos bispos católicos da Guiné, e foi criada no ano de 1970.

## Nunciatura Apostólica
A Delegação Apostólica da Guiné foi criada em 1973, e elevada a nunciatura apostólica em 1º de agosto de 1987.

## Visitas Papais
O país foi visitado pelo Papa São João Paulo II em 1992, juntamente com outros países: Gâmbia e Senegal.

## Santos

### Servos de Deus
- Göbou Yaza[17][18]